# Nikos Beloyannis

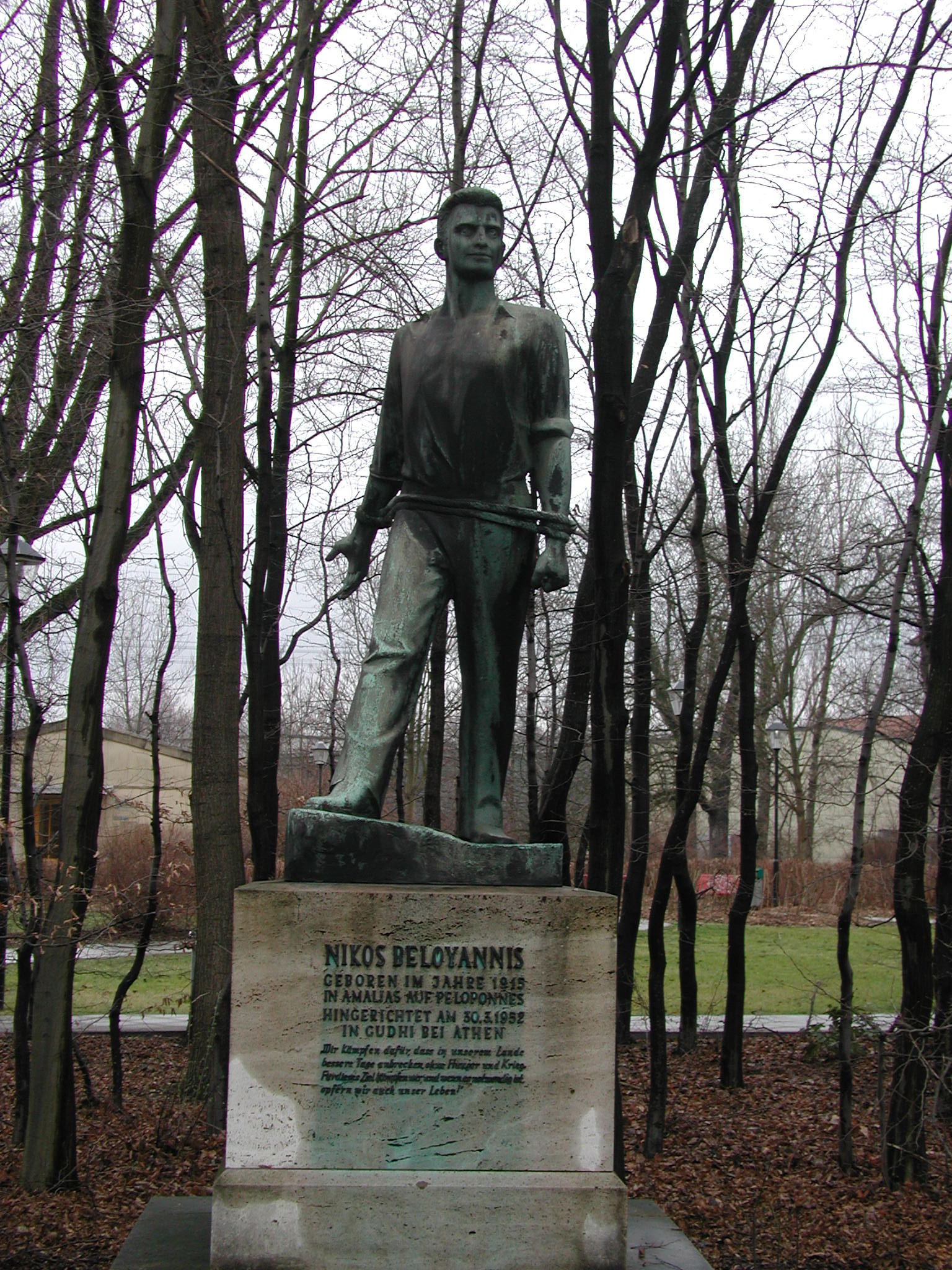
Monument över Nikos Belogiannis i Berlin.

Nikos Belogiannis (grekiska: Νίκος Μπελογιάννης), född 22 december 1915 Amaliáda, död 30 mars 1952 i Aten, var en grekisk motståndskämpe under Nazitysklands ockupation av landet under andra världskriget och medlem i Greklands kommunistiska parti (KKE).

## Biografi
Belogiannis föddes i Amaliáda 1915. På 1930-talet flyttade han till huvudstaden Aten för att studera juridik, men fängslades av Ioannis Metaxas fascistiska regim för sitt engagemang i KKE. Efter Nazitysklands invasion och ockupation av landet 1941 överlämnades han till de tyska ockupanterna. 1943 lyckades han rymma från fängelset och engagerade sig i Grekiska folkets befrielsearmé (ELAS), den ledande motståndsrörelsen i Grekland under ockupationen. Mellan 1943 och 1944 stred han tillsammans med ELAS kring staden Patras. 
I det efterföljande grekiska inbördeskriget stred Belogiannis i Greklands demokratiska armé (DSE). Efter DSE:s nederlag 1949 var Belogiannis en av de sista att fly landet, och han bosatte sig som politisk flykting i Folkrepubliken Polen. I juni 1950 återvände han dock till sitt hemland för att återuppbygga det underjordiska KKE, som upplösts och förbjudits av den grekiska regimen. Den 20 december 1950 greps han och anklagades för att vara medlem i KKE samt för landsförräderi, då han skulle ha spionerat åt Sovjetunionen.

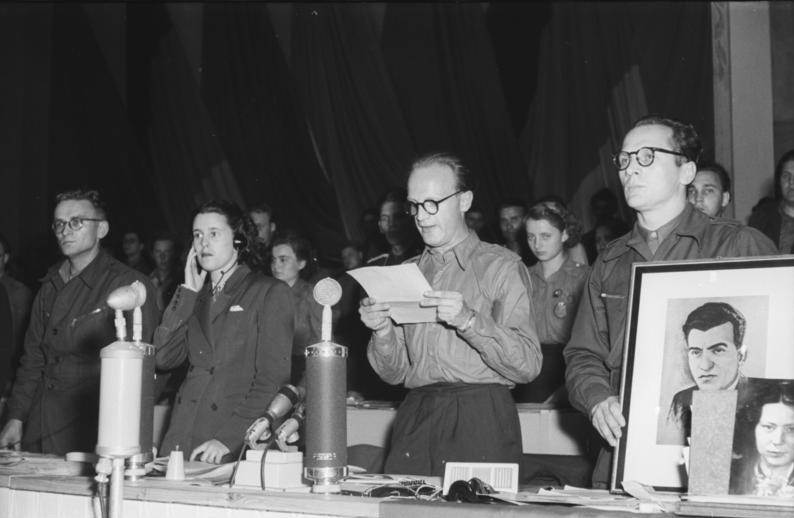
Ceremoni till minne av Belogiannis i Leipzig, 1952.

Processen mot Belogiannis inleddes i Aten den 19 oktober 1951. En av de tre medlemmarna i militärdomstolen som dömde Belogiannis var Georgios Papadopoulos, som skulle komma att bli ledare för militärjuntan som styrde Grekland mellan 1967 och 1974. Under rättegången nekade Belogiannis till att ha begått landsförräderi. Istället påpekade han att de som gjort motstånd under ockupationen nu blev förföljda för att de var kommunister, samtidigt som de gamla kollaboratörerna fick höga poster inom den nya regimen i Grekland, och att de som gjort motstånd under den nazityska ockupationen och den brittiska interventionen 1944–1946 var de riktiga patrioterna.
Trots internationella påtryckningar och upprop från personligheter som Pablo Picasso, Charlie Chaplin, Jean-Paul Sartre, Paul Éluard, Jean Cocteau och Nazım Hikmet om att frige Nikos Belogiannis så avrättades han tillsammans med sju av sina kamrater den 30 mars 1952 i Goudi-fängelset i Aten. 
Belogiannis blev en symbol för motståndet mot det antikommunistiska förtrycket efter inbördeskriget, och betraktas som en av den grekiska motståndsrörelsens största hjältar. Ett samhälle i Ungern, Beloiannisz, grundades 1950 av grekiska kommunister och antifascister som tvingats fly och fått politisk asyl i landet, och har fått sitt namn efter Nikos Belogiannis.